# Friedrich Beer
Friedrich Salomon Beer, auch Samuel Friedrich Beer, später Frédéric Beer (* 1. September 1846 in Brünn; † 18. Oktober 1912 in Florenz) war ein österreichisch-französischer Bildhauer.

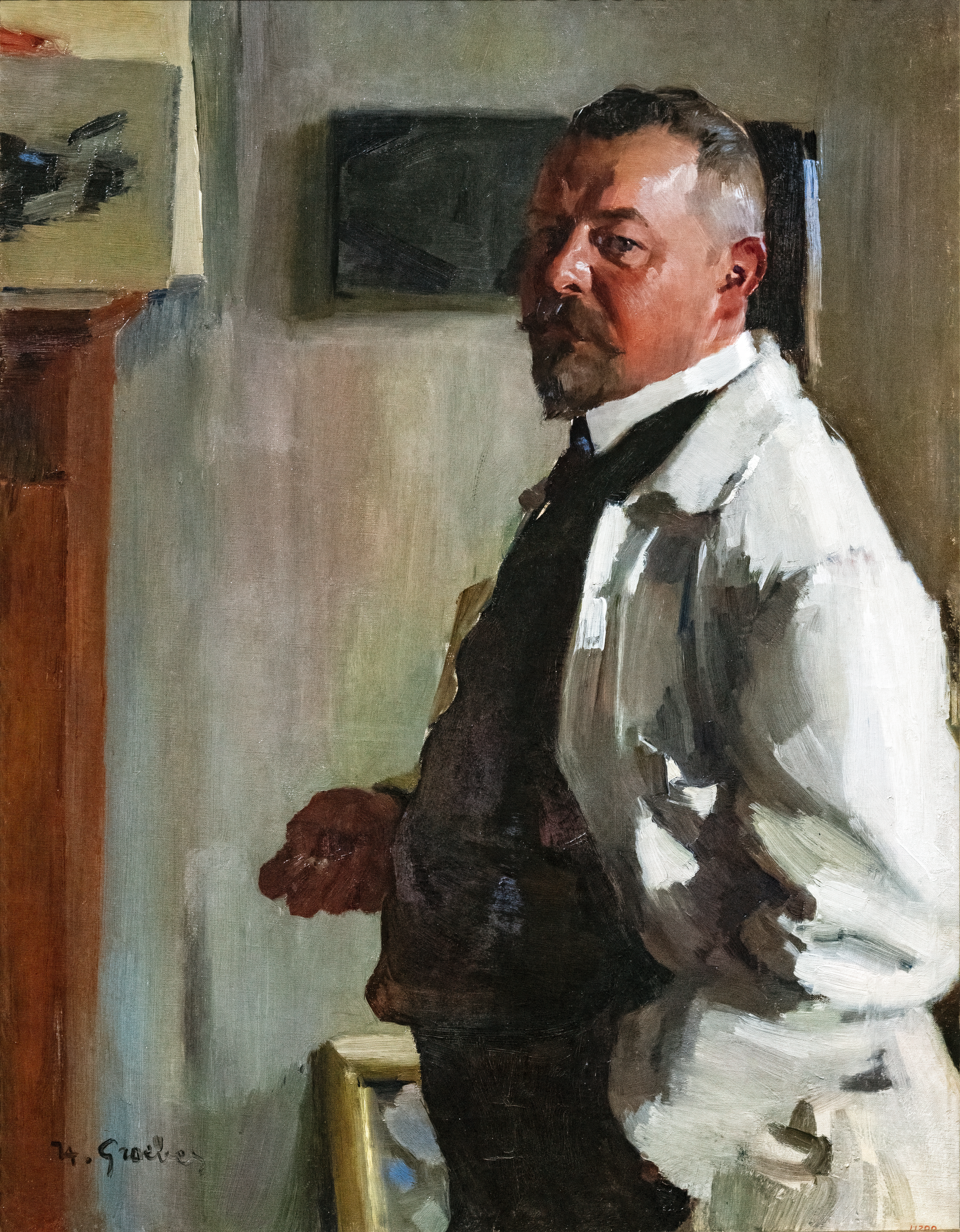
Friedrich Beer von Hermann Grober

## Leben

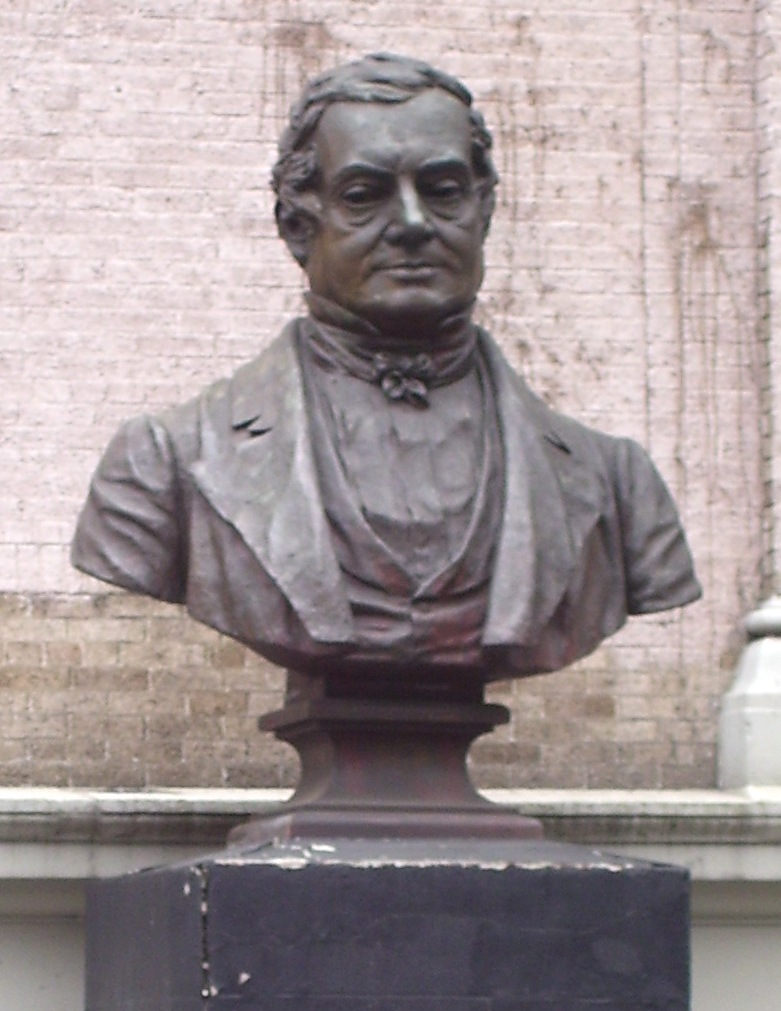
Porträtbüste Washington Irving, 1885

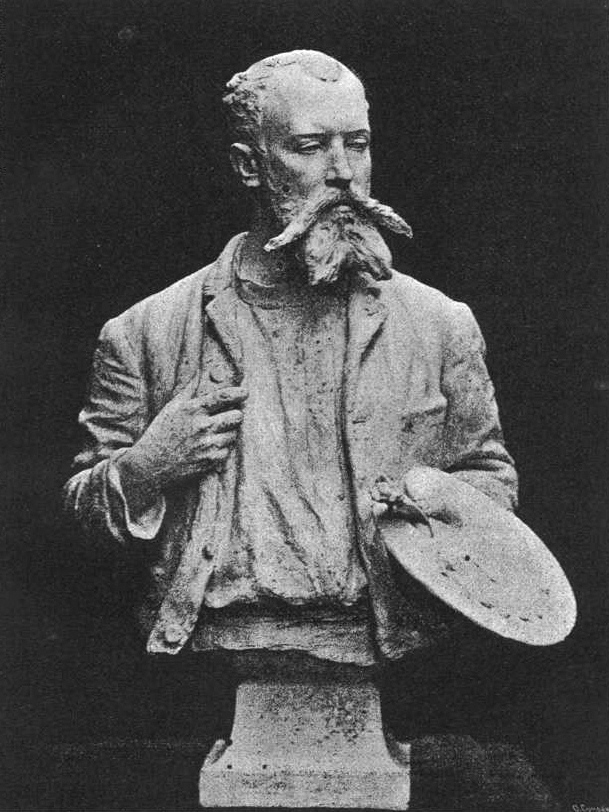
Büste des Malers Courtois, 1890

Beer, Sohn eines Kaufmanns aus Proßnitz, war frühzeitig verwaist und wurde von Verwandten aufgezogen. Er besuchte zunächst die Handelsakademie in Proßnitz und ging dann mit 15 Jahren bei einem Wiener Meerschaumschnitzer in die Lehre. Von 1865 bis 1870 studierte er an der Wiener Akademie der bildenden Künste, zunächst bei Carl Radnitzky (1818–1901), dann bei Franz Bauer (1798–1872).
Für seine Figurengruppe Achilles und Penthesilea erhielt er 1870 auf Vorschlag von Theophil Hansen das Rom-Stipendium. In Rom stand ihm dadurch für drei Jahre ein kostenfreies Atelier im Palazzo di Venezia zur Verfügung. 1873 kehrte er nach Wien zurück, siedelte sich dann aber 1875 in Paris an und verlegte sich zunächst, in Zusammenarbeit mit dem Humoristen Alfred Grévin, auf amüsante Frauenporträts und -statuetten. In den 1880er Jahren waren seine Kinderstatuetten besonders populär, so die oft reproduzierten Darstellungen von Martin Luther und Albrecht Dürer als Kinder. Außerdem betrieb er chemische Studien und entwickelte verschiedene synthetische Modelliermaterialien (Plasta, Beerite).
In den 1890er Jahren lernte er Theodor Herzl und Max Nordau kennen und schuf mehrere Plastiken mit zionistischer Thematik. Im Jahr 1902  übersiedelte Beer nach Florenz, wo er sein letztes Lebensjahrzehnt verbrachte.

## Werke (Auswahl)
- 1870: Gruppe Achilles und Penthesilea
- 1872: Büste des Admirals Tegetthoff (1872 von Kaiser Franz Joseph I. für das Schloss Belvedere angekauft)
- 1873: Tanzende Bacchantin (1873 im Wiener Künstlerhaus ausgestellt)
- 1875: drei Statuen aus Medolino-Stein für die Balustraden des Naturhistorischen Museums Wien: Standbild Friedrich Mohs (Front Burgring); Standbilder Anaxagoras und Empedokles (Front Bellariastraße)[1]
- ca. 1877: Porträtbüste Mihály von Munkácsy (Ungarisches Nationalmuseum Budapest)
- ca. 1877: Porträtbüste Friedrich von Amerling (Museum der Stadt Wien); als Dank malte Amerling ein Brustbild Beers in Öl (Verein „Deutsches Haus“ in Prostějov)
- 1878: acht Statuettes fantaisistes (nach Zeichnungen von Grévin)
- 1882: Statuette Luther, mit dem Buch in der Hand, Brot bettelnd
- 1882: Statuette Albrecht Dürer als Knabe (1884 Goldmedaille der Kunstausstellung Rouen[2], seit 1887 in der Nationalgalerie in Berlin; galt nach 1945 als Kriegsverlust und wurde 2011 im Garten der American Academy wiedergefunden[3])
- 1885: Porträtbüste Washington Irving (ursprünglich für den New Yorker Central Park gedacht, dann aber im Bryant Park aufgestellt und in den 1930er Jahren zur Washington Irving High School umgesetzt)
- Statue Columbus (New York? Chicago?)
- Medaillonbild Michelangelo (Metropolitan Museum of Art)
- 1890: Büste des Malers Courtois (goldene Medaille auf der internationalen Ausstellung in München)
- 1890: Grabmal des Kunstsammlers Frédéric Spitzer (Cimetière de Passy, Paris)
- 1894: Porträtbüste Theodor Herzl (Herzl-Museum, Jerusalem)
- 1898: Gedenkmedaille Die Verheißung für den zweiten Zionistenkongress in Basel[4]
- 1903: Statue Shema Israel (während des sechsten Zionistenkongresses im Stadtcasino Basel ausgestellt)

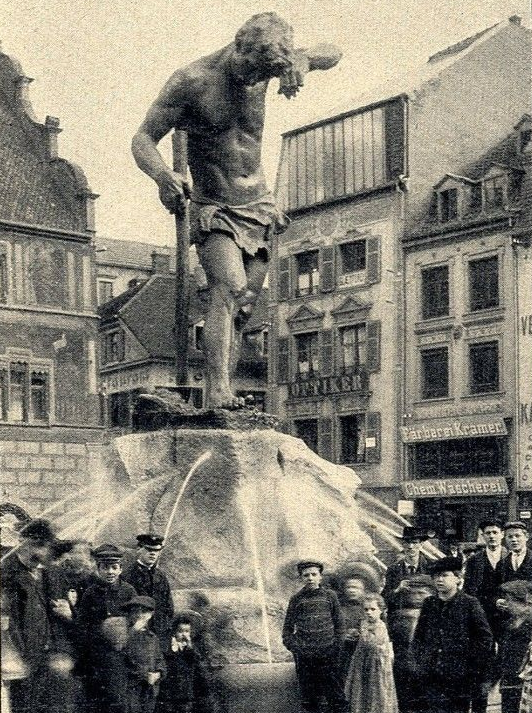
Im Schweiße deines Angesichts, auch Arbeiterbrunnen 1906 in Mülhausen (zerstört?)

- 1906: Statue Im Schweiße deines Angesichts (für einen Brunnen in Mülhausen)
- 1912: zwei Bronzeplastiken von Ringern: Verteidigung und Angriff (XXXVII. Ausstellung des Wiener Künstlerhauses)